# Ölverschmutzung

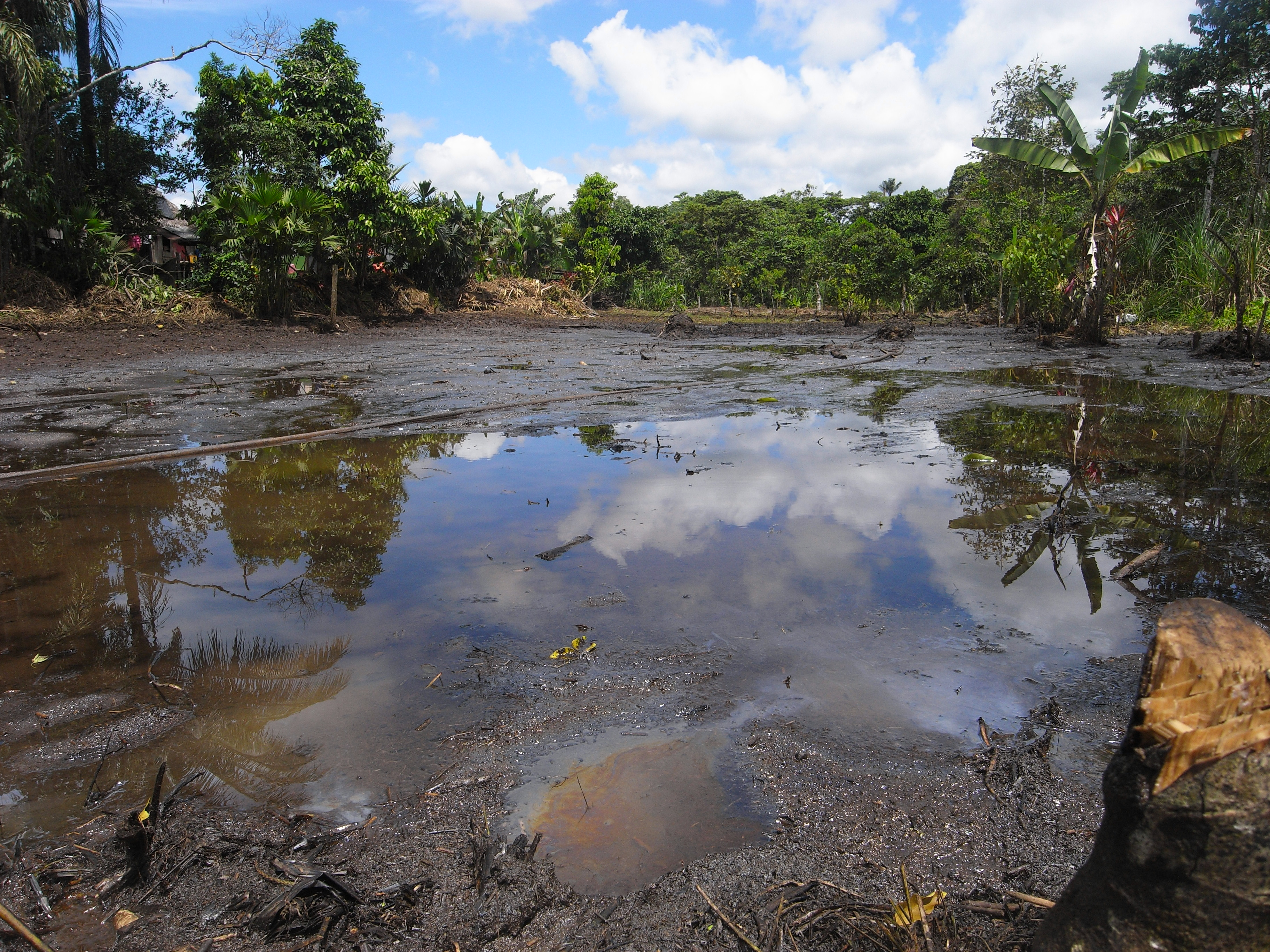
Ölverschmutzung in Ecuador

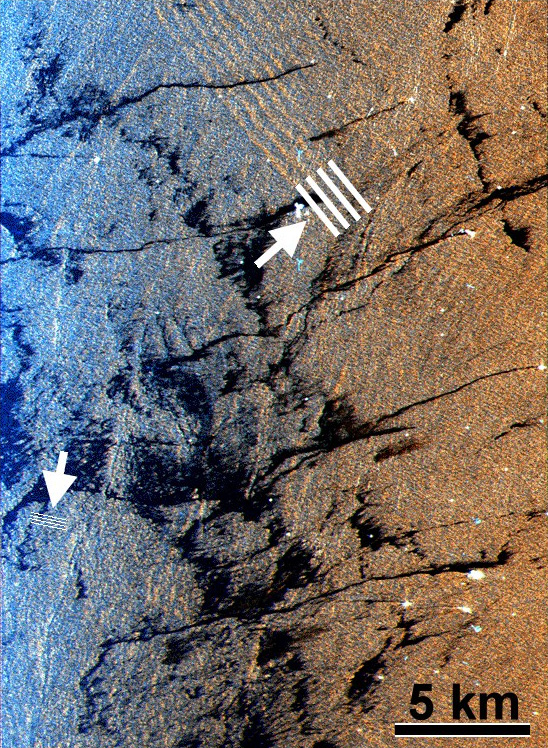
Satellitenaufnahme innerhalb des Indischen Ozeans. Ölfilme erscheinen als schwarze Flächen.

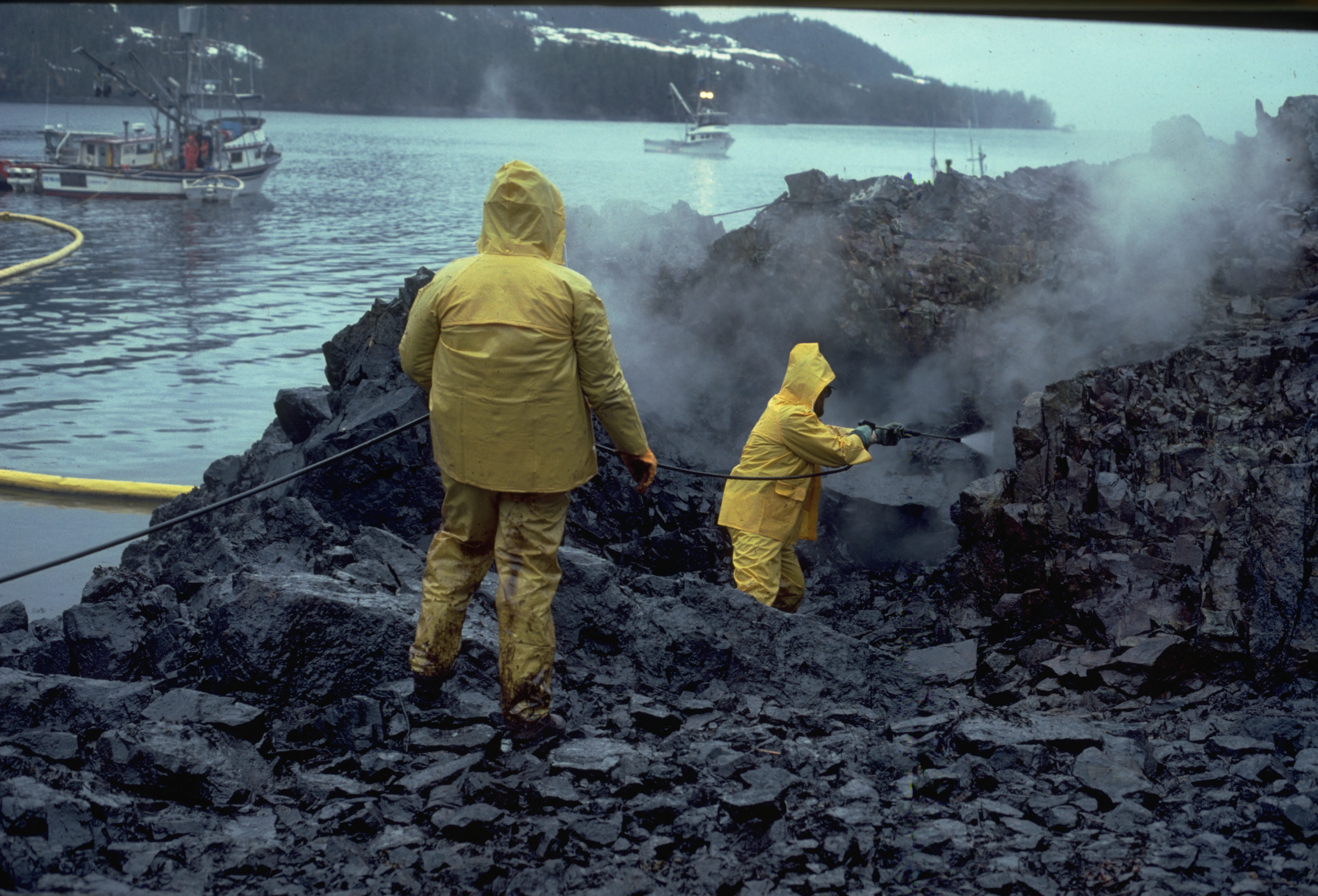
Arbeiter reinigen ein Küstengebiet (Prinz-William-Sund Uferzone)

Eine Ölverschmutzung ist die Verunreinigung der Umwelt, besonders der Meere, durch Rohöl oder Mineralölprodukte. Bei einer größeren Verschmutzung, die hauptsächlich bei Havarien entsteht (insbesondere von Öltankern), wird auch von einer Ölpest gesprochen, besonders wenn auch Küsten betroffen sind (siehe auch Liste bedeutender Ölunfälle).
Zum Gesamteintrag von Öl in die Meere leisten Havarien nur einen mäßigen Beitrag. Die wahrscheinlich bislang größte Ölpest war eine Folge des Golfkrieges. Der weltweit größte Anteil der Öle gelangt jedoch von Land aus, zum Teil über Flüsse, ins Meer. Im regulären Schiffsbetrieb werden sowohl legal (siehe MARPOL) als auch illegal Öle eingeleitet. Der große Anteil, den Öltanker hierbei durch Waschen von Tanks und Ballastwasseraufnahme in Ladungstanks verursachten, ist aufgrund geänderter Vorschriften und Verfahren zurückgegangen. Weiter geschehen Öleinleitungen durch natürliche Erdölaustritte, durch Eintrag flüchtiger Kohlenwasserstoffe aus der Atmosphäre und durch die Erdölförderung auf See (Offshore).

## Verhalten von Ölfreisetzungen im Meer
- Ausbreitung: Öl schwimmt mit Ausnahme weniger Schweröle zunächst an der Wasseroberfläche. Dünnflüssige Öle (leichtere Rohöle und die meisten Ölprodukte) breiten sich sehr schnell aus und bilden eine dünne Schicht, die bis zu monomolekularer Stärke abnehmen kann. Zähe Öle wie Schweröl breiten sich langsamer aus und bilden dickere Ölteppiche. Auch Rohöl in dünnen Schichten altert in wenigen Stunden und wird zunehmend zäher. Die Ausbreitung durch Fließen kommt daher spätestens nach einigen Tagen zum Stillstand.
- Verdunstung: Die leichtflüchtigen Anteile gehen schnell in die Atmosphäre über. Benzin verdunstet so innerhalb von Stunden praktisch vollständig, Rohöl je nach Sorte und Temperatur innerhalb von Tagen zu einem Drittel bis zur Hälfte, wobei sich die Dichte der von Wasser annähert. Über dem Öl kann sich eine explosionsfähige Atmosphäre bilden. Bei schweren Ölen sinkt der Verdunstungsanteil auf 5 % und weniger. Die Verdunstung bildet den wesentlichen Beitrag zur Alterung.
- Lösung: Leichtflüchtige Bestandteile lösen sich auch im Wasser. Dies betrifft insbesondere die niedermolekularen Aromaten, die wesentlich für die Toxizität der Öle verantwortlich sind.
- Verdriften: Vom Moment der Freisetzung an verdriftet das Öl durch Wind und Strömung. Die Zerteilung durch den Seegang führt dazu, dass die betroffene Fläche weiter zunimmt.
- Dispergierung: Bei ausreichendem Wind zerteilt der Seegang dünnflüssiges Öl in Tropfen, zähes in größere Klumpen. Während die größeren direkt an bzw. unter der Oberfläche bleiben und im dünnflüssigen Fall wieder zusammenfließen, bleiben Tröpfchen unterhalb einer gewissen Größe stabil im Wasser und werden langsam in tiefere Wasserschichten verteilt, mit der Zeit auch in größere Entfernung. Wechselnde Tidenströmungen wirken dabei unterstützend. Die Konzentrationen nehmen bei diesem Vorgang schnell ab. Entlang weiträumiger Strömungen breitet sich das verunreinigte Wasservolumen weiter aus. Dieser Emulgierungsprozess wird als Dispergierung bezeichnet. Auch sie kommt mit zunehmender Alterung zum Stillstand.
- Emulgierung: In das dünnflüssige Öl an der Oberfläche werden durch den Seegang ebenfalls Wassertröpfchen eingebracht. Hier kann sich außer bei den leichten Raffinaten eine cremige Wasser-in-Öl-Emulsion bilden, deren Wassergehalt bis auf ca. 70 % zunimmt, dabei zunehmend zäher wird und dann stabil bleibt (chocolate mousse). Sie kann durch eingeschlossene Luft aufgeschäumt sein. Im Zusammenhang mit Ölverschmutzungen wird in Abgrenzung zur Dispergierung nur dieser Prozess als Emulgierung und das Produkt als Emulsion bezeichnet.
- Sedimentation: Trifft die Dispergierung zusammen mit im Wasser suspendierten Feststoffen, z. B. aufgewirbeltem Sediment oder Sedimentfracht aus Flüssen, lagert sich das Öl bevorzugt an die Feststoffe an und sinkt später mit diesen ab, was zu hoher Ölkonzentration am Meeresboden führen kann. Ebenso wird Schweröl und nicht dispergiertes Rohöl einschließlich Emulsion letztlich durch Alterung dichter als Wasser und sinkt in unterschiedlich großen Teerklumpen ab. Diese sind aufgrund ihrer geringen Wechselwirkung mit der Umgebung und ihrer Formstabilität eine relativ geringe Gefahr.

| Empfindlichkeit                                                             | Ökosysteme                                                                                 |
| --------------------------------------------------------------------------- | ------------------------------------------------------------------------------------------ |
| hoch                                                                        | Mangrovenwälder                                                                            |
| hoch                                                                        | Korallenriffe                                                                              |
| hoch                                                                        | Salzwiesen                                                                                 |
| hoch                                                                        | geschützte Wattgebiete                                                                     |
| hoch                                                                        | Ansammlungen von Seevögeln, Meeressäugern (einschließlich Eisbären) und Meeresschildkröten |
| mittel–hoch                                                                 | geschützte Felsküsten                                                                      |
| mittel–hoch                                                                 | exponierte Seegraswattgebiete                                                              |
| mittel–hoch                                                                 | Ästuare                                                                                    |
| mittel–hoch                                                                 | arktisches/subarktisches Eis                                                               |
| mittel                                                                      | Kiesstrände                                                                                |
| mittel                                                                      | Meeresböden an geschützten Küsten                                                          |
| niedrig–mittel                                                              | Sandstrände                                                                                |
| niedrig–mittel                                                              | exponierte Wattgebiete                                                                     |
| niedrig–mittel                                                              | Meeresböden an exponierten Küsten                                                          |
| niedrig                                                                     | exponierte Felsküsten                                                                      |
| niedrig                                                                     | offene Küstengewässer                                                                      |
| (geschützt/exponiert bezieht sich auf die Wirkung von Seegang und Brandung) |                                                                                            |

- Biologischer Abbau: Öl wird an der Öl/Wasser-Grenzfläche von bestimmten überall im Meer vorhandenen Bakterien (Hydrocarbonoklasten) abgebaut. Dispergiertes Öl ist für diese Bakterien wegen der großen Oberfläche gut verfügbar und wird daher schnell abgebaut. Massive Verunreinigungen wie die chocolate mousse, Schwerölklumpen oder eine Schicht am Boden werden entsprechend wesentlich langsamer abgebaut. Die zunächst im Öl gebundenen toxischen Stoffe mit großer biologischer Halbwertszeit (z. B. polycyclische aromatische Kohlenwasserstoffe) gelangen bei diesem Abbau in das Ökosystem Meer, insbesondere niedermolekulare Aromaten werden dagegen schnell abgebaut. Teilweise entstehen aber auch zusätzliche toxische Stoffwechselprodukte. Die Abbaugeschwindigkeit ist temperaturabhängig: Bei 20 °C ist der Abbau viermal so schnell wie bei 0 °C. Daher sind arktische oder antarktische Gewässer deutlich länger von den Folgen von Katastrophen wie der Havarie der Exxon Valdez 1989 vor Alaska betroffen. Sehr hochmolekulare Bestandteile des Öls (Asphaltene), bei Rohöl ca. 5 % bis 10 %, werden nicht biologisch abgebaut.
- Verölung von Meerestieren: In geschlossener Schicht dämpft das schwimmende Öl den Seegang, weshalb die glatteren Flächen aus der Luft und auf Satellitenbildern deutlich erkennbar sind (siehe rechtes Bild). Als scheinbarer Ruheplatz ziehen diese Flächen Seevögel an. Das zähflüssige Öl verklebt das Gefieder, zerstört die Wärmeisolation und teilweise die Schwimmfähigkeit der Tiere und wird von den Vögeln beim Versuch der Reinigung aufgenommen. Dies führt in der Regel zu einem Massensterben von Seevögeln durch Ersticken, Unterkühlung, Ertrinken und Vergiftung. Auch andere Tiere, die sich bevorzugt an der Wasseroberfläche aufhalten, sind gefährdet, so besonders Säugetiere. Auch sie nehmen erkennbares Öl nicht als Gefahr wahr. Tiere in der Wassersäule sind dagegen relativ wenig gefährdet.
- Verölung von Küsten: Gelangt das schwimmende Öl an die Küste, setzt es sich wegen der besseren Benetzung zunächst dort fest. Im Lauf der Zeit wird es besonders an brandungsexponierten Küsten vom Meer wieder abgewaschen. Relativ frische Ablagerungen können so mit wechselnden Wetter- und Tidenverhältnissen auch mehrfach umgelagert werden. Auch nicht mehr klebrige Teerklumpen verhalten sich wie anderes Treibgut. An Stränden abgelagertes noch relativ flüssiges Öl oder entsprechende Emulsion erstickt durch die geschlossene Schicht Bodenlebewesen in den betroffenen Bereichen. Die toxischen Bestandteile können aber auch in anderen Fällen das betroffene Ökosystem schwer schädigen, besonders auch, trotz Verwitterung, bei langer Verweildauer großer Ölmengen. Die Gefährdung der Küsten ist deshalb besonders groß, weil es sich um einen flächenmäßig begrenzten Lebensraum handelt, der praktisch vollständig betroffen wird.

## Maßnahmen

### Bekämpfung
Die meisten Methoden der Bekämpfung bewirken eine teilweise Verlagerung der Gefährdungen, so dass die Wahl der Mittel meist eine Abwägung erfordert. Auf See ist besonders bei begrenzten Verschmutzungen häufig ein Nicht-Eingreifen die sinnvollste Maßnahme, da hier die natürlichen Prozesse schnell für Dispergierung und Abbau sorgen. Auch an Stränden kann unter Umständen ein Eingriff nur zu einer Verschlechterung der Situation führen. Bei größeren Verschmutzungen ist jedoch in der Regel ein Eingreifen sinnvoll.

#### Auf See
Auf offenen Gewässern gibt es mehrere Methoden zur Eindämmung von Ölverschmutzungen.

##### Eingrenzung mit Sperren

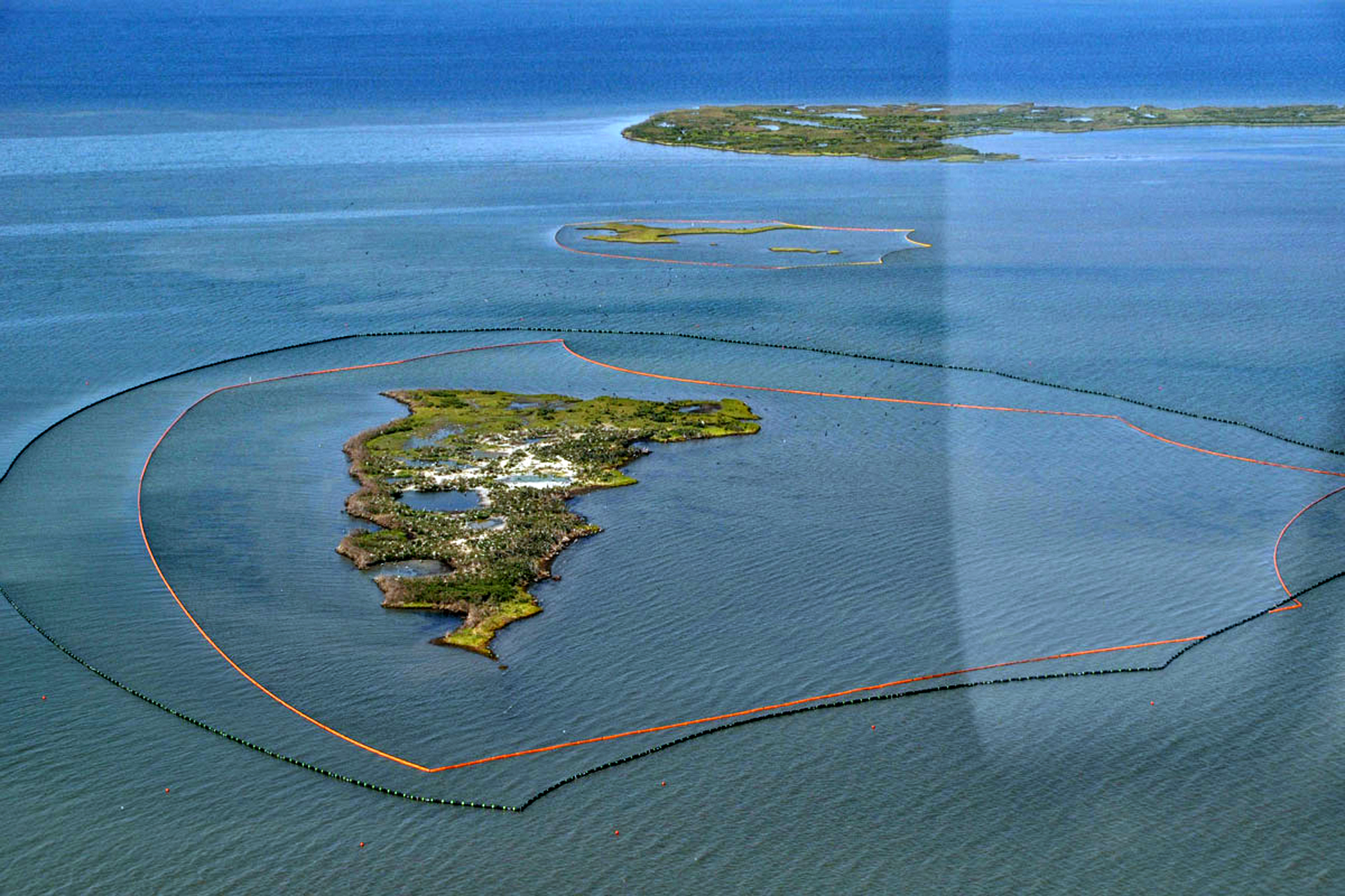
Schwimmende Ölbarrieren, verlegt von der US Navy um New Harbor Island

Durch Ölsperren, die für den Hochseeeinsatz mehrere Meter hoch sein können, kann die weitere Ausbreitung eines Ölteppichs kleiner Fläche verhindert werden. Durch Schleppen der Sperre mit zwei Fahrzeugen können dünne Ölteppiche zusammengeschoben werden, wobei jedoch die Geschwindigkeit auf weniger als 1 Knoten begrenzt ist. Die Eingrenzung erfordert zusätzlich weitere Maßnahmen zur Beseitigung des Öls von der Oberfläche. Die beschriebenen Methoden sind bei rauer See wenig praktikabel und versprechen selbst bei ruhiger See nur 35 % des Schadens einzudämmen.

##### Abschöpfen/Skimming
Auf der Wasseroberfläche schwimmendes Öl kann von Spezialschiffen (z. B. Klappschiffen wie der Bottsand-Klasse oder der THOR, konventionell konstruierten Schiffen mit Auslegern wie der Neuwerk oder Mellum, Katamaranen wie der Westensee oder gemischten Konstruktionen mit Katamaran-Vorschiff wie beispielsweise der Knechtsand oder MPOSS) aufgenommen werden. Die eigentlichen Aufnahmevorrichtungen basieren auf dem Prinzip eines Wehres, das von der Ölschicht überströmt wird oder auf öladsorbierenden umlaufenden Walzen oder Bürsten mit Abstreifern. Aus einem so gefüllten Sumpf wird das immer noch wasserhaltige Öl abgepumpt und in Separatoren geleitet, wo das Wasser großteils abgetrennt wird. Für niedrige und hohe Ölviskositäten kommen teilweise verschiedene Pumpsysteme zum Einsatz. Zur Ausrüstung der Schiffe gehören auch beheizte Tanks. Die Effizienz der derzeitigen Systeme beginnt bei 1 Meter Wellenhöhe nachzulassen, ab 2 Meter ist ein Einsatz nicht mehr sinnvoll. Dies bedeutet eine Einsetzbarkeit bis ca. Windstärke 4. Ebenso ist die Einsatzgeschwindigkeit auf 1 bis 2 Knoten begrenzt. Die Auffangbreiten betragen bei den größeren Schiffen bis ca. 40 Meter. In Europa betrachten die meisten Staaten die Abschöpfung als Mittel der ersten Wahl.

##### Chemische Dispergierung

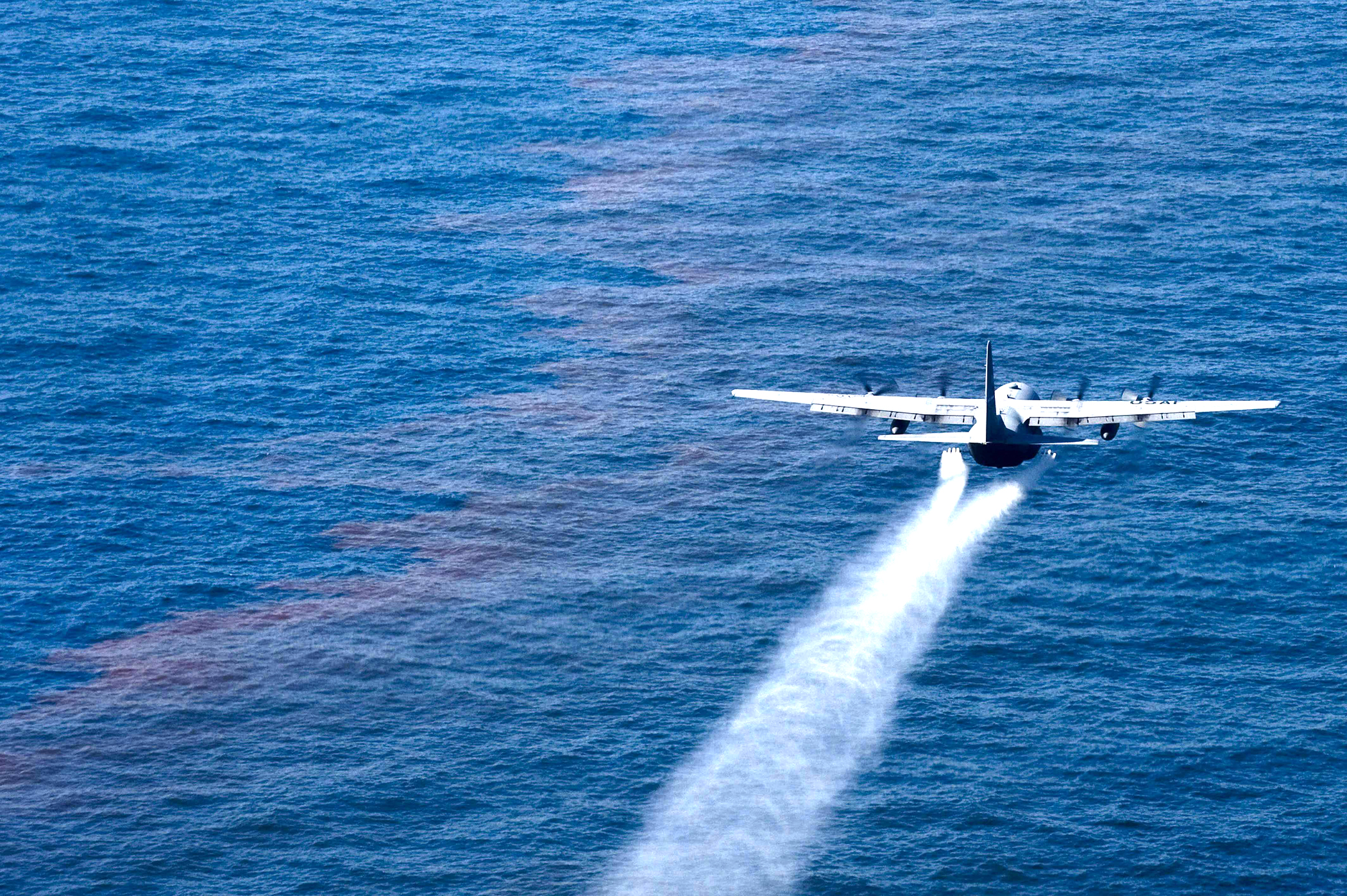
Eine C-130 Hercules bei der Verteilung von Dispersionsmitteln über dem Golf von Mexiko

Der Einsatz von Dispergatoren beschleunigt die natürliche Dispergierung des Öles in der Wassersäule und verhindert gleichzeitig die Anhaftung an suspendierten Feststoffen. Mit und neben dem am dispergierten Öl stattfindenden Abbau werden auch entsprechend mehr Schadstoffe aus dem Öl von Meeresorganismen aufgenommen. Zur Wirksamkeit chemischer Dispergatoren ist ein Mindestwert des Seegangs erforderlich, bei starkem Seegang ist der Einsatz aufgrund der bereits natürlich beschleunigten Dispergierung nicht mehr sinnvoll. So haben die Niederlande den Einsatzbereich explizit auf Windstärken von 3 bis 7 beschränkt. Weitere Einsatzgrenzen sind zu hohe Viskosität des Öls oder Emulsionsbildung, was eine Mischung mit dem Dispergator verhindert. Emulsionen können jedoch in einem zusätzlichen Arbeitsgang durch den Einsatz von Demulgatoren gespalten werden. Auch niedrige Wassertiefen, meist werden 20 Meter als Grenze angesetzt, die zu hohen Ölkonzentrationen in der Wassersäule führen würden, und das Fehlen von Austauschströmungen in manchen Küstenbereichen begrenzen den Einsatz. Aufgrund dieser Bedingungen kommt dieses Verfahren im europäischen Bereich vorzugsweise im Atlantik zur Anwendung. Der Dispergator muss genau dosiert und gezielt auf den Ölteppich aufgebracht werden, was eine Schichtdickenbestimmung des Teppichs voraussetzt. Die Anwendung muss innerhalb weniger Stunden erfolgen, bevor das Öl zu stark altert oder emulgiert. Wichtigstes Einsatzmittel ist daher das Flugzeug, die Ausbringung von Hubschraubern oder Schiffen ist aber ebenfalls möglich. Großbritannien hält zwei Sprühflugzeuge vor.

Ölauflöser (Oil Dissolver)
Seit dem Jahr 2015 gibt es biologische Ölauflöser, die das Rohöl bzw. Maschinenöl in seine Ur-Bestandteile Wasserstoff, Sauerstoff und Stickstoff zerlegt.
Diese Mittel stellen für die Flora und Fauna keinerlei Gefahren da. Die biologischen Vorgänge werden durch konzentrierte enzymatische Komponenten extrem beschleunigt. Ein weiterer Vorteil liegt in der Ausbringung durch herkömmliche Sprühsysteme. Auch bei der Ballastwasserbehandlung sind die Ölauflöser über Dosiersysteme einsetzbar.

##### Verbrennung
Die kontrollierte Verbrennung erfordert Mindestschichtdicken zwischen 2 mm bei frischem Rohöl und 10 mm bei Schweröl und emulgiertem Öl, das außerdem maximal 30 % Wasser enthalten darf. Spezielle feuerfeste Sperren können zum Einsatz kommen. Neben anderen Schadstoffen gelangen 10 bis 14 Prozent der umgesetzten Ölmenge als nur teilweise verbrannte Partikel in die Luft. Weitere Verbrennungsrückstände sinken ab und können das Ökosystem Meeresboden gefährden. In Europa wird u. a. wegen ungünstiger geographischer Verhältnisse von der Anwendung dieser Methode abgesehen. Die Methode kam u. a. zum Einsatz im Fall der Exxon Valdez.

##### Bioremediation
Soweit der natürliche bakterielle Abbau von Ölverschmutzungen durch das Nährstoffangebot begrenzt ist, was auf hoher See für Phosphate und Nitrate der Fall sein kann, können diese Nährstoffe zugegeben werden. Der sinnvolle Anwendungsbereich dieses Verfahrens ist jedoch durch die Voraussetzungen sehr beschränkt. Die gentechnische Leistungsverbesserung von Kohlenwasserstoffe abbauenden Bakterien ist Gegenstand der Forschung, da insbesondere bestimmte Stoffgruppen von den vorhandenen Bakterien nur sehr langsam abgebaut werden. Wegen der problematischen Folgenabschätzung einer Freisetzung solcher veränderter Organismen ist ihr Einsatz nicht absehbar.

#### Am Strand
Wenn das Öl an die Küste gelangt, vergiftet oder erstickt es Bodenlebewesen (wie z. B. Würmer) in den betroffenen Bereichen unmittelbar. Das Säubern der Strände ermöglicht hier nur die Wiederbesiedelung. Durch unsachgemäße Reinigungsversuche kann außerdem Öl in tiefere Sandschichten gelangen, wo es nicht mehr abgebaut wird.

#### Behandlung von Tieren
Das Waschen verölter Vögel ist sehr umstritten, da nur sehr wenige Vögel tatsächlich wieder ausgewildert werden können. Vögel, die sich durch Aufnahme von Öl bereits vergiftet haben, haben auch nach einer Reinigung keine hohe Überlebenschance.
Um Zwergpinguine an der Südküste Australiens nach einer Ölverschmutzung zu schützen, werden weltweit Pinguin-Pullover gestrickt:

„Die meisten Tiere schaffen es in solchen Fällen an Land, sind dann aber erst einmal für die aufwändige Reinigungsprozedur zu schwach. Warm eingepackt können sie sich zunächst erholen. Zudem verhindern die Strickmaschen, dass die Tiere sich mit dem Schnabel die giftige Masse aus dem Gefieder picken und sie verschlucken.“

Die Pinguin-Pullover haben sich bereits nach der Havarie des Frachters Rena (Neuseeland) bewährt. Fast alle der 400 ölverschmierten Pinguine konnten wieder gesund in die Freiheit entlassen werden.

### Prävention
Die Prävention einer Ölverschmutzung der Meere besteht in der Durchsetzung der Vereinbarungen für Transport und Gewinnung. In Seenot geratene Tanker müssen zügig geschleppt werden können. Dazu ist es erforderlich, starke Bergungsschiffe bereitzuhalten.
Die Flugüberwachung viel befahrener Meeresgebiete und die Einführung doppelwandiger Tankschiffe gehören zur Prävention. Doppelwandige Tanker bieten mehr Sicherheit bei Kollisionen oder beim Auflaufen auf Grund. Weiterhin kann Ballastwasser im doppelwandigen Zwischenraum statt in den Tanks aufgenommen werden, so dass Ölreste nicht zu einer Wasserverschmutzung führen.
Die Radar-Überwachung der Fahrtrouten sowie die ausreichende Qualifikation der Besatzung der großen, schwer zu manövrierenden Tankschiffe spielen eine Rolle bei der Vermeidung von Unfällen.
Ölförderplattformen verfügen großenteils über separate Sicherheitsventile am Meeresgrund (Blowout-Preventer), die bei einer Havarie der Plattform das Förderrohr schließen. Diese der Sicherheit der Plattform dienenden Vorrichtungen können eine Ölpest verhindern.
Ein mögliches Versagen dieser Ventile wurde Ende April 2010 und in den darauf folgenden Monaten bekannt, als die Bohrplattform Deepwater Horizon im Golf von Mexiko nach einer Explosion versank und es anfangs unmöglich war das heraus strömende Öl zu stoppen.

## Internationale Vereinbarungen
- International Convention on Oil Pollution Preparedness, Response and Co-operation (OPRC), 1990
- regional:
  - Nord- und Ostsee:
    - Übereinkommen zur Zusammenarbeit bei der Bekämpfung der Verschmutzung der Nordsee durch Öl und andere Schadstoffe, 1983[4], Vorläufer 1969 in Reaktion auf den Fall der Torrey Canyon
    - Übereinkommen zum Schutz der Meeresumwelt des Ostseegebietes (Neue Helsinki-Konvention) 1992, Vorläufer 1974
    - Übernationale Maßnahmenpläne: SWEDENGER, DENGERNETH
    - Deutsch-polnisches Verwaltungsabkommen zur Zusammenarbeit bei Schiffs- und Schadstoffunfällen in der Pommerschen Bucht

  - Barcelona Convention for Protection against Pollution in the Mediterranean Sea, 1976
  - Cooperation Agreement for the Protection of the Coasts and Waters of the North-East Atlantic against Pollution (Lisbon Agreement), 1990